# Une affaire de femmes
Une affaire de femmes és una pel·lícula francesa de Claude Chabrol estrenada el 1988. És treta del llibre del mateix nom escrit per l'advocat Francis Szpiner.
S'inspira en la història real de Marie-Louise Giraud, una de les últimes dones guillotinades a França.

## Argument
Sota l'administració militar alemanya a la França ocupada durant la Segona Guerra Mundial, Paul Latour és presoner de guerra a Alemanya i la seva dona Marie viu amb els seus dos fills en un pis sòrdid. Casada i mare de família, la protagonista accepta ajudar la seva veïna a desfer-se d'un fill no desitjat. Animada per l'èxit, comença un procés que la convertirà en inductora d'avortaments, i en una dona adúltera.
Una llei recent del règim de Vichy, decidit a fer complir la moral i aturar la disminució de la població, ha convertit l'avortament en un delicte de traïció. Paul, el seu marit, envia una denúncia anònima a la policia, alertant-los de les seves activitats il·legals. Finalment Marie és condemnada a mort i guillotinada.
Isabelle Huppert està impressionant en el paper d'una dona complexa, dura i infantil a la vegada.

## Repartiment
- Isabelle Huppert: Marie Latour
- François Cluzet: Paul Latour, el marit de Marie
- Nils Tavernier: Lucien, el jove amant de Marie
- Marie Trintignant: Lucie, la prostituta amiga de Marie
- Guillaume Foutrier: Pierrot 1
- Nicolas Foutrier: Pierrot 2
- Aurore Gauvin: Mouche 1
- Lolita Chammah: Mouche 2
- Marie Bunel: Ginette, la veïna de Marie, primera a utilitzar els seus serveis
- Dominique Blanc: Jasmine, la "clienta" de Marie mare de família nombrosa
- Danièle Graule: Loulou, la veïna de cel·la amiga de Marie
- Evelyne Didi: Fernande
- François Maistre: el President Lamarre-Coudray
- Pierre Martot: l'alemany
- Sylvie Flepp: Berthe
- Franck de la Personne: mestre Martinet, el jove advocat
- Claude Chabrol: la veu-off de Pierrot als 7 anys
- Caroline Berg: Hélène Fillon

## Premis i nominacions

### Premis
- Premi d'interpretació femenina per a Isabelle Huppert al Festival Internacional de Cinema de Venècia 1988.

### Nominacions
- Globus d'Or a la millor pel·lícula estrangera 1989

## Al voltant de la pel·lícula
Marie-louise Giraud, mare de família nascuda el 17 de novembre de 1903, és guillotinada al matí del 30 de juliol de 1943 al tribunal de la Presó de la Roquette a París per haver practicat 27 avortaments a la regió de Cherbourg.